# Гаплогруппа R-BY226207
Гаплогруппа R-BY226207 или R1a1a1b2* (Y-ДНК) — гаплогруппа Y-хромосомы человека.

## Описание
R-BY226207 — субклад Y-хромосомной гаплогруппы R1a-Z93, относящейся к макрогаплогруппе R1a. Данная линия встречается редко и ассоциируется с популяциями, связанными с индоиранскими миграциями эпохи бронзового и железного веков.

## Геногеография

### Азия
- Иран ― Чехармехаль и Бахтиария ― бахтиары [1]
- Китай ― Синьцзян-Уйгурский автономный район ― ваханцы, сарыкольцы
- Кыргызстан
- Саудовская Аравия ― Асир, Медина
- Таджикистан ― Горно-Бадахшанская область

### Европа
- Испания ― Мадрид ― испанцы
- Италия ― Провинция Салерно ― итальянцы
- Россия ― Кабардино-Балкария ― кабардинцы[источник?]

## Палеогенетика

### Бронзовый век
Культура многоваликовой керамики
- I7925 __ (Liubasha|Novohryhoryvka, L9 (Liubasha, kurgan 2, burial 9) | N2.12 (Novohryhoryvka, kurgan 2, burial 12)) __ Новогригоровка (Николаевский район, Одесская область), Украина __ 2119-1624 calBCE (3520±80 BP, Ki-11173) __ М __ R1a1a1 (R-Z93) # I1a1.[2]

Срубная культурно-историческая общность
- mur003 __ Muradym 8 (square 207, burial 3) __ Мурадым (Кугарчинский район), Башкортостан, Россия __ 1880-1688 calBCE (3450±30 BP, Beta-451574) __ М __ R1a1a1? > R-FTF19244 # T2a1 > T2a1b1a.[3]

## Публикации
2018
- Krzewińska M, Kılınç GM, Juras A, et al. (Октябрь 2018). Ancient genomes suggest the eastern Pontic-Caspian steppe as the source of western Iron Age nomads. Science Advances. 4 (10): eaat4457. doi:10.1126/sciadv.aat4457. PMC 6223350. PMID 30417088.

2021
- Yang XY, Rakha A, Chen W, et al. (Апрель 2021). Tracing the Genetic Legacy of the Tibetan Empire in the Balti. Molecular Biology and Evolution. 38 (4): 1529–1536. doi:10.1093/molbev/msaa313. PMC 8042757. PMID 33283852.

2023
- Hajiesmaeil M, Ravasini F, Risi F, et al. (Июль 2023). High incidence of AZF duplications in clan-structured Iranian populations detected through Y chromosome sequencing read depth analysis. Scientific Reports. 13 (1): 11857. doi:10.1038/s41598-023-39069-7. PMC 10363161. PMID 37481605.

2025
- Nikitin AG, Lazaridis I, Patterson N, et al. (Февраль 2025). A genomic history of the North Pontic Region from the Neolithic to the Bronze Age. Nature. 639 (8053): 124–131. doi:10.1038/s41586-024-08372-2. PMC 11909631. PMID 39910299.